# Ionășeni (Trușești), Botoșani
Ionășeni este un sat în comuna Trușești din județul Botoșani, Moldova, România. În 1901, satul făcea parte din comuna Șoldănești din plasa Miletin (apoi din plasa Răchiți) a județului Botoșani și avea 744 de locuitori și 3 biserici ortodoxe. În 1968, comuna Șoldănești s-a desființat, iar satul Ionășeni a fost arondat comunei Trușești.

## Obiective turistice
- Biserica de lemn din Ionășeni - monument istoric datând din secolul al XVIII-lea

## Personalități
- Nicolae Costinescu (1907-1974), medic specialist ORL, șef al Clinicii O.R.L. de la Spitalul „Sf. Spiridon” din Iași, profesor și fost decan la Facultatea de Medicină din Iași.